# Кусака, Саяко
Саяко Кусака (яп. 日下 紗矢子; род. 1979) — японская скрипачка.

## Биография
Училась в Токийском университете искусств, затем в Школе искусств Далласа у Эдуарда Шмидера и наконец во Фрайбургской Высшей школе музыки у Райнера Куссмауля. С 2001 года исполняла обязанности концертмейстера в камерном оркестре I Palpiti, созданном Шмидером в Далласе. В 2007 году заняла пост концертмейстера в берлинском Оркестре Концертхауса. Лауреат ряда международных конкурсов — в частности, обладатель второй премии и специального приза за исполнение каприса Паганини на Международном конкурсе скрипачей имени Николо Паганини (2000), в том же году заняла третье место на Международном конкурсе имени Сибелиуса; в 2001 году выиграла Международный конкурс скрипачей имени Родольфо Липицера. В 2009 г. Саяко Кусака стала обладательницей премии Idemitsu — престижной награды для молодых японских музыкантов.

## Сайт
- Konzerthaus Kammerorchester Berlin